# Lithopoon
Lithopoon is een niet-giftig anorganisch wit pigment. Het is een mengsel van zinksulfide en bariumsulfaat.

## Productie
Lithopoon wordt geproduceerd in de reactie van een oplossing van bariumsulfide met een zinksulfaatoplossing. In de reactie precipiteert een mengsel met 28 tot 30% zinksulfide en 72 tot 70% bariumsulfaat:
ZnSO4 + BaS → ZnS + BaSO4
Dit precipitaat wordt dan gewassen, afgefilterd en gedroogd. Dit "ruw" lithopoon is nog niet geschikt als pigment. Het wordt eerst nog gecalcineerd in een moffeloven bij hoge temperatuur (meer dan 700°C), zonder dat het zinksulfide oxideert tot zinkoxide. Daarna wordt het product afgeschrikt in koud water, gedroogd en gefilterd tot kristallijn lithopoon.
Lithopoon werd van 1912 tot 1975 in de Maastrichtsche Zinkwit Maatschappij in Maastricht en Eijsden vervaardigd.